# Пуерто-ла-Крус
Пуе́рто-ла-Крус (ісп. Puerto la Cruz, «Порт Святого Хреста») — місто-порт, розташований на Карибському узбережжі штату Ансоатегі в Венесуелі. Одне з важливих і великих міст на сході Венесуели. У місті розташувався один з найбільших нафтопереробних заводів країни.

## Історія

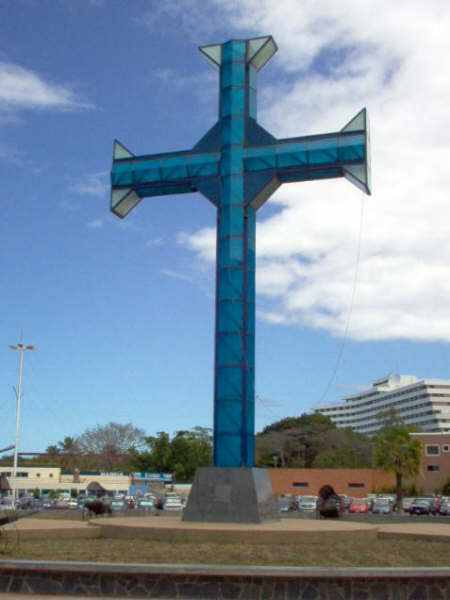
Монумент «Хрест» (Cruz) на бульварі Колумба (Paseo Colón) — символ міста.

У 1780 році на місці міста була заснована християнська місія Посуелос (Pozuelos). 9 квітня 1862 року група з 26 сімей з острова Маргарита переселилася в Посуелос і заснувала поселення, яке вони назвали Пуерто-де-ла-Санта-Крус (Порт Святого Хреста). Згодом назва скоротилася до Пуерто-ла-Крус.
Місто є популярним туристичним центром з розвиненим готельним комплексом і пляжами. Навколо міста розташований заповідник Національний парк Мочима.